# Treble
Treble（トレブル）は、日本の女性アイドルグループ。所属事務所はSpring field。

## 概要
2020年12月29日、横浜1000 CLUBにてデビューしたアイドルグループ。楽曲が基本的に“実話をもとに構成”されており、ストーリー性・メッセージ性のある楽曲を、無垢な歌声で歌い上げる。
ボカロPのハルカ・レンがプロデュースを手掛けていた。
ファンの総称はArable（あらぶる）。

## 略歴

### 2020年
- 11月2日、「渋谷AX出演を目指す新規ロック系アイドルグループ」のTrebleが、公式Twitterアカウントで初期メンバー3人「大天使 るり」、「萌木 ゆのん」、「恋舞姫 まこ」を公開した[2]。

- 11月8日、ジールシアター新宿にて行われた『Idol Trooper Special ～Trebleお披露目ライブ～』にてプレデビュー。

- 12月28日、追加メンバー「八葉谷苑 ジュリア」が加入し、4人体制となる。

- 12月29日、横浜1000 CLUBにてデビュー。同日より1st DEMO SINGLE「Dance of Death」を会場限定無料配布開始。

### 2021年
- 3月14日、新宿club SCIENCEにて、恋舞姫まこ生誕祭『爆誕 Crazy filly ～あの日見た母馬の涙～』開催。

- 3月19日、渋谷club Malcolmにて、Hipburnとのツーマンライブ『Noise and Flame』開催。

- 4月10日、初遠征となる、秋田LOUD AFFECTIONでのライブ『AKITA IDOL PARK』に出演。

- 4月17日、ライブ通算100本目記念として、YouTubeにて「Dance of Death」Lyric Video を期間限定公開[注 1]。

- 5月9日、新宿club SCIENCEにて『大天使VS恋舞姫 ～Acousticなるりに恋舞姫なもっくんを添えて～』開催。同日、メイドカフェめいどりーみんとのコラボレーション企画を実施。

- 5月14日、池袋SOUND PEACEにて『大天使VS恋舞姫 -Extra- ～実際あたしが最強！萌木ゆのん～』開催。

- 5月18日、下北沢Shangri-LaにてAphroditeとのツーマンライブ『Noise and Mythus』開催。

- 5月29日、大天使るりプロデュースの新規アイドルグループ発足が発表され、メンバー募集が開始。

- 6月7日、新宿club SCIENCEにて、八葉谷苑ジュリア生誕祭『八葉谷苑ジュリアVS Treble ～歌う意味と生ける意志～』開催。

- 6月27日、新宿club SCIENCEにて、超絶ベノムちゃんとのツーマンライブ『Noise and Venom』開催。

- 9月12日、新宿club SCIENCEにて『浴衣へぶん2 ～Treble降臨～』開催。

- 9月19日、新宿club SCIENCEにて、Treble 4人体制としてのラストライブ『The beginning of the end』開催。

- 9月20日、新宿club SCIENCEにてTreble新体制ライブ『First chapter』開催。新メンバー2人「雨水 まつり」、「麗忌 める」が加入し、6人体制となる[3]。「八葉谷苑 ジュリア」の名前表記が、ひらがなの「八葉谷苑 じゅりあ」へ変更。同日、大天使るりプロデュースのアイドルグループElberがデビュー。

- 9月21日、Treble初のワンマンライブ『Live or die』が2021年12月24日に開催されることが発表された。

- 10月2日、新宿club SCIENCEにて、大天使るり生誕祭『Twilight town ～君が君を失わないために～』開催。

- 10月15日、Treble 1st SINGLE「Death friends」を2021年12月24日にリリースすることが発表された。

- 11月6日、音楽サブスクリプションサービス上で、1st SINGLE「Death friends」の先行ストリーミング配信を開始[4]。iTunes Store (イギリス) の "J-Pop トップソング" 4位にチャートイン。

- 12月5日、新宿club SCIENCEにて、萌木ゆのん生誕祭『～あ、やべ、でっかいでっかい生誕祭ひらいちゃった～』開催。

- 12月24日、新宿club SCIENCEにて、Treble 1stワンマンライブ『Live or die』開催。同日、1st SINGLE「Death friends」発売。また、2ndワンマンライブ『A Fleeting Dream』が2022年6月25日に開催されることが発表された。

### 2022年
- 1月8日、JOYSOUNDにて、Trebleの楽曲がカラオケ配信開始。

- 2月16日、公式Twitterアカウントで、恋舞姫まこ・萌木ゆのんのグループ卒業が発表された。恋舞姫まこは2022年3月16日をもって、萌木ゆのんは2022年3月25日をもって卒業となる[5]。

- 3月16日、メンバーの恋舞姫まこ卒業。

- 3月25日、メンバーの萌木ゆのん卒業。

- 4月15日、新宿club SCIENCEにて、主催ライブ『消えないアイリス～繋ぐ意志と終われない夢～』開催。新メンバーの「隠咲兎羽 みるく」が加入。活動休止中のメンバー麗忌めるが脱退。Treble新体制に伴い、新衣装のお披露目。

- 5月7日、新宿club SCIENCEにて、雨水まつり生誕祭『～立てば芍薬 座れば牡丹 怒る姿はコルチカム～』開催。

- 5月8日、メンバーの「大天使 るり」が改名。正式名称が「大暴走天使 るり」に変更された[6]。

- 5月13日、Treble Official Youtubeチャンネル開設。「消えたアイリス」ライブ映像をプレミア公開。

- 6月12日、新宿HEISTにて、八葉谷苑じゅりあ生誕祭『あいどんとのうふぁっくゆー！』開催。Elberとコラボレーションし、一日限りの限定アイドルグループ「Juriber」を結成。

- 6月25日、渋谷CHELSEA HOTELにて、Treble 2ndワンマンライブ『A Fleeting Dream』開催。

- 10月9日、ロックフェス系バンドイベント『DIE ON ROCK FES 2022』に出演。Trebleは渋谷Spotify O-Crestにてバンドセットのライブを初披露。

- 10月10日、新宿club SCIENCEにて、大暴走天使るり生誕祭『Make them all "Ruri･Crazy train･Daibouso" fans』開催。

- 10月16日、新宿HEISTにて、Satanic Punishとのツーマンライブ『The venue's gonna fill up for real Vol.1』開催。

- 11月12日、Trebleミニアルバム2枚＆シングル1枚同時リリース主催『The Never Changes Sin』の情報が公開された[注 2]。

- 11月28日、新宿HEISTにて、OMNI666とのツーマンライブ『The venue's gonna fill up for real Vol.2』開催。

- 12月7日、公式Twitterアカウントで、Trebleメンバー隠咲兎羽みるくのグループ卒業が発表された[7]。

- 12月27日、新宿club SCIENCEにて、新曲発表主催『PerpleXing coeXistence』開催。

### 2023年
- 1月16日、事務所公式Twitterにて、同事務所のElberのサポートメンバーとしてTrebleメンバーが期間限定で加入することが発表された[8][注 3]。

- 3月7日、新宿club SCIENCEにて、Trebleレコ発主催ライブ『The ultimate sin』開催。1st Mini Album「The absolutes of sin」を発売、2nd Single「彼の死骸と不安定なラズベリー」の会場限定無料配布開始。同日、音楽サブスクリプションサービス上で、1st Mini Album「The absolutes of sin」および、2nd Mini Album「Heart on the brink」のストリーミング配信を開始[9][10]。

- 3月14日、2nd Mini Album「Heart on the brink」を発売。

- 4月22日、新宿club SCIENCEにて、Treble新体制主催『crossroads devil』開催。新メンバーの「朔羽 いる」が加入[11]。Treble初のMusic Videoとなる「Angelus aut Diabolus」を公開。

- 5月4日、新宿HEISTにて、雨琉々まつり生誕祭『雨琉々まつりBirthday Live』開催。同日、3rd Single「Angelus aut Diabolus」発売。

- 5月15日、音楽サブスクリプションサービス上で、3rd Single「Angelus aut Diabolus」のストリーミング配信を開始[12]。

- 6月10日、6月11日、名古屋最大級のアイドルフェス『mistFES』に出演。

- 6月18日、新宿HEISTにて、八葉谷苑じゅりあ生誕ワンマン『新宿HEISTじゅりあが大変！！～2023～』開催。

- 8月12日、新宿club SCIENCEにて、十四代目トイレの花子さんとのツーマンライブ『The venue's gonna fill up for real Vol.3』開催。

- 9月28日、新宿HEISTにて、大暴走天使るり生誕祭『Screaming for Ruri』開催。(出演者・achro./浮迷夜)

- 9月30日、新宿club SCIENCEにて行われた『Spring Field×STAND MARIA presents PANIC ATTACK!!～Autumn Season～』にて、Village in Maierとのコラボ曲「Schizophrenia」を初披露。

- 10月22日、新宿club SCIENCEにて、Trebleバンドセットワンマン『朔羽いる生誕祭』開催。

- 10月31日、公式Xアカウントにて、2023年11月20日の卒業公演をもって雨琉々まつりがグループを卒業することが発表された[13]。

- 11月20日、新宿HEISTにて、雨琉々まつり卒業ワンマンライブ『Lotta love』開催。同日、メンバーの雨琉々まつり卒業。

- 11月21日、1st Self cover Album「The absolutes of sin+Heart on the brink+2」を発売。

- 12月29日、新宿club SCIENCEにて、Treble3周年記念ワンマンライブ『Treble』開催。同日、新アー写を公開。

### 2024年
- 1月19日 - 21日、東京、大阪、名古屋にてバンドセットの東名阪ツアー3DAYSを遂行。
- 3月31日、新宿club SCIENCEにて、PaleNeØとのツーマンライブ『The Last Stand』開催。新衣装をお披露目。
- 4月27日、新宿club SCIENCEにて、BAND SET ONEMAN 音楽会『Shambala』開催。新アー写、新ロゴを公開。
- 6月8日、6月9日、東海地方最大級のアイドルサーキットフェス『mistFES』に2年連続で出演。
- 8月1日、公式Xアカウントにて、2024年8月24日の公演をもって活動休止することが発表された[14]。大暴走天使るり、朔羽いるは新規グループでアイドル活動を継続、八葉谷苑じゅりあは休息。
- 8月24日、新宿club SCIENCEにて、Treble活動休止主催『Don't Stop Believin'』開催。同日、活動休止。(出演者:TIGHT、Village in Maier、DIEKUSSE)

## メンバー

### 最終メンバー
| 名前              | よみ                    | 誕生日   | 血液型 | 加入期 |
| ----------------- | ----------------------- | -------- | ------ | ------ |
| 大暴走天使 るり   | だいぼうそうてんし るり | 9月30日  | A      | 1期生  |
| 八葉谷苑 じゅりあ | やばたにえん じゅりあ   | 6月6日   | O      | 1期生  |
| 朔羽 いる         | さくう いる             | 10月19日 | AB     | 4期生  |

### 元メンバー
| 名前            | よみ              | 誕生日  | 血液型 | 加入期 | 備考               |
| --------------- | ----------------- | ------- | ------ | ------ | ------------------ |
| 恋舞姫 まこ     | こまき まこ       | 3月16日 | O      | 1期生  | 2022年3月16日卒業  |
| 萌木 ゆのん     | もえぎ ゆのん     | 12月1日 | B      | 1期生  | 2022年3月25日卒業  |
| 麗忌 める       | れいき める       | 7月8日  | A      | 2期生  | 2022年4月15日脱退  |
| 隠咲兎羽 みるく | かくざとう みるく | 3月2日  | A      | 3期生  | 2022年12月7日卒業  |
| 雨琉々 まつり   | うるる まつり     | 5月4日  | AB     | 2期生  | 2023年11月20日卒業 |

## 楽曲
- Chain（2020/11/08～）
- Dance of Death（2020/11/08～）
- それを「生」として起こりうる暴動と答えのない「生」（2020/12/09～）
- Dear...from（2020/12/29～）
- Magical World（2021/01/24～）
- Dead or Alive（2021/02/19～）
- キミイロネオン（2021/03/19～）
- Death friends（2021/03/19～）
- Blue land（2021/05/18～）
- Beauty ＆ Pentacles No.4（未発表曲）
- Fifteen box（2021/06/27～）
- 消えたアイリス（2021/12/24～）
- 君の痛みと僕の痛み（2021/12/24～）
- Lest us meet upon ye olde cherry blossoms（2021/12/24～）
- Black rain（2022/06/25～）
- PerpleXing coeXistence（2022/12/27～）
- きゃらめるまきあ～と-Devil ver-（2023/02/12～）
- Angelus aut Diabolus（2023/04/22～）
- Schizophrenia（2023/09/30～）※Village in Maierとのコラボ曲
- 62番（2024/03/31～）
- Cowardly nebula（2024/04/27〜）

## ディスコグラフィー

### シングル
| #               | 発売日         | タイトル                                                                                    | 規格品番 | 収録曲 |
| --------------- | -------------- | ------------------------------------------------------------------------------------------- | -------- | --- |
| 1st Demo Single | 2020年12月29日 | 「Dance of Death」 会場限定盤                                                               | Tr-000   | 1. Dance of Death |
| 1st Demo Single | 2021年1月4日   | 「Dance of Death」 クリスマスチェキ購入者特典盤                                             | Tr-001   | 1. Dance of Death |
| 1st Single      | 2021年12月24日 | 「Death friends」                                                                           | Tr-002   | 1. Death friends 2. Death friends -Vo less- |
| 2nd Single      | 2023年3月7日   | 「彼の死骸と不安定なラズベリー」                                                            | Tr-005   | 1. Dance of Death -Re:recorded ver- 2. Chain 3. 君の痛みと僕の痛み 4. 君の痛みと僕の痛み-Music box Ver- |
| 3rd Single      | 2023年5月4日   | 「Angelus aut Diabolus」                                                                    | Tr-006   | 1. Angelus aut Diabolus 2. Angelus aut Diabolus -Ruri るりの英会話教室 Ver- 3. Angelus aut Diabolus -Juria 1番真面目な東京ドームVer- 4. Angelus aut Diabolus -Matsuri 声優デビューVer- 5. Angelus aut Diabolus -Iru 知ったこっちゃない！Ver- 6. Angelus aut Diabolus -MV mix- |
| 2nd Single      | 2023年12月29日 | 「彼の死骸と不安定なラズベリー 2ndプレス」 Treble 3rd anniversary ONEMAN 会場限定無料配布盤 | Tr-008   | 1. Dance of Death -Re:recorded ver- 2. Chain 3. 君の痛みと僕の痛み 4. 君の痛みと僕の痛み-Music box Ver- ※大暴走天使るり、八葉谷苑じゅりあ、朔羽いるの3人Ver. |

### アルバム
| #                    | 発売日         | タイトル                                      | 規格品番 | 収録曲 |
| -------------------- | -------------- | --------------------------------------------- | -------- | --- |
| 1st Mini Album       | 2023年3月7日   | 「The absolutes of sin」                      | Tr-003   | 1. それを「生」として起こりうる暴動と答えのない「生」 2. Fifteen box 3. Black rain 4. Lest us meet upon ye olde cherry blossoms 5. 消えたアイリス-Strings Ver- |
| 2nd Mini Album       | 2023年3月14日  | 「Heart on the brink」                        | Tr-004   | 1. Dead or Alive 2. Death friends -Re:recorded ver- 3. PerpleXing coeXistence 4. 消えたアイリス 5. Chain -Music box Ver- |
| 1st Self cover Album | 2023年11月21日 | 「The absolutes of sin+Heart on the brink+2」 | Tr-007   | 1. それを「生」として起こりうる暴動と答えのない「生」 2. Fifteen box 3. Black rain 4. Lest us meet upon ye olde cherry blossoms 5. 消えたアイリス-Strings Ver- 6. Dead or Alive 7. Death friends 8. PerpleXing coeXistence 9. 消えたアイリス 10. Chain -Music box Ver- 11. Angelus aut Diabolus 12. きゃらめるまきあ～と-Devill Ver- |

## メディア出演
- マヨバカ学園 (2021年1月28日 - 2月9日、マシェバラ) - 萌木ゆのん
- アイチャレNEXT#19 (2021年2月3日、YouTube Live) - 大天使るり、萌木ゆのん、恋舞姫まこ
- #1【Treble】 Tokyo Chika Idol Collection - WASSHOY - English lesson, Fashion, and Live performance! (2023年11月17日、YouTube) - 大暴走天使るり、八葉谷苑じゅりあ、雨琉々まつり、朔羽いる